# Los pagarés de Mendieta
 Los pagarés de Mendieta  es una película de Argentina en blanco y negro dirigida por Leopoldo Torres Ríos según su propio guion escrito en colaboración con Ernesto Marsili sobre la obra teatral de este, que se estrenó el 18 de octubre de 1939 y que tuvo como protagonistas a Tito Lusiardo, Severo Fernández, Felisa Mary y Rosa Rosen.

## Sinopsis
Gracias a unos misteriosos pagarés se enriquecen un hombre y su familia.

## Reparto
- Tito Lusiardo …Pancho
- Severo Fernández …Tegodi
- Felisa Mary …Micaela
- Rosa Rosen …Clota
- Mary Parets …Betti
- Armando de Vicente ... Iturbe
- Antonio Capuano
- Arturo Palito ... Gallego
- Susy del Carril
- Alfredo Fornaresio ... Gallego
- Cayetano Biondo
- César Fiaschi ... Acreedor de Mendieta
- Miguel Coiro ... Oficial
- Nathán Pinzón
- María Antinea …Lía
- Juan José Fernández

## Comentarios
Según Jorge Miguel Couselo se observan en este filme magnificados los defectos potenciales de la anterior película de Torres Ríos, El sobretodo de Céspedes, cuyo tema era similar y puntualiza que «el encierra era más abusivo, el diálogo más copioso, las situaciones menos pródigas, el humorismo decididamente pedestre».